# Farès Chaïbi
Farès Chaïbi (ur. 28 listopada 2002 w Lyonie) – algierski piłkarz pochodzenia francuskiego,  grający na pozycji napastnika w Eintracht Frankfurt oraz w reprezentacji Algierii. Uczestnik Pucharu Narodów Afryki 2023.

## Sukcesy

### Toulouse FC
- Puchar Francji: 2022/2023[2]